# Лийдс (замък)
 Тази статия е за замъка в Кент, Англия.  За града в Западен Йоркшър, Англия вижте Лийдс.  
Замъкът Лийдс (на английски: Leeds Castle) е замък на 6,5 км югоизточно от гр. Мейдстоун, Кент.
Датиран е от около 1119 г., като имението на мястото му е съществувало още през 9 век. Замъкът се намира източно от село Лийдс, което не трябва да се бърка с доста по-големия и по-известен град Лийдс в Западен Йоркшър.